# Aucha melaleuca
Aucha melaleuca är en fjärilsart som beskrevs av Emilio Berio 1940. Aucha melaleuca ingår i släktet Aucha och familjen nattflyn. Inga underarter finns listade i Catalogue of Life.